# Tacitus
Tacite (Tên La Mã đầy đủ là Publius Cornelius Tacitus) là nhà sử gia người La Mã nổi tiếng nhất của nhân loại, sống vào thế kỉ thứ 1.

## Cuộc đời
Ông sinh vào năm 58 và mất năm 120. Ông xuất thân trong một gia đình có truyền thống hiệp sĩ lâu đời và ngay từ nhỏ đã được gia đình hướng theo học Luật. Lúc bấy giờ, ông là học trò của nhiều nhà hùng biện nổi tiếng của La Mã.
Sau khi trở thanh một luật sư xuất sắc, ông kết hôn với con gái của nhà cầm quyền cao cấp Julius Agricola vào năm 77. Từ đó, con đường danh vọng của ông đã rộng mở.
Tacite là một người được rất nhiều tầng lớp trí thức ngưỡng mộ và nể phục bởi tài năng và trí tuệ siêu phàm của ông.

## Sự nghiệp
Vào năm 78, ông được cử làm quan cai quản về Tài chính (năm 78), sau đó là Pháp quan (năm 88) và Tổng tài (năm 97). Thời gian này, ông bắt đầu viết sách, đó là những tác phẩm về thơ ca, luận văn rất đặc sắc và có giá trị. Nhưng đến nay hầu hết các tác phẩm đã bị thất lạc.
Tác phẩm tiêu biểu của ông như là Đối thoại giữa những nhà hùng biện ghi lại cuộc tranh luận của Maternus Aper và Messala xung quanh lợi ích của thi ca và hùng biện. Sau đó là tác phẩm Julius Agricola kể về cuộc đời và công việc cai quản của chính người cha vợ của ông.
Lần lượt sau đó là tác phẩm Biên niên sử ghi chép lại những biến cố xảy ra trong 54 năm, rồi Lịch sử hiện đại ghi lại lịch sử La Mã từ năm 68 đến năm 96. Ngoài ra là nhiều bộ sử ký ghi chép khác nhưng đều thất lạc hoặc không còn đầy đủ.
Các sự kiện ghi chép của ông đều tôn trọng sự thật, không hề bao che những tội ác của nhân vật đương thời hay những bất công trong xã hội đều được ông ghi chép rất chân thật. Đây là kết quả của sự tìm tòi, nghiên cứu các bút ký, sách và tham khảo ý kiến của nhiều nhà sử gia, nhân chứng để tổng hợp thành những tác phẩm hoàn hảo.
Nhiều nhà phê bình văn học và sử gia đương đại coi ông là Một nhà sử gia vĩ đại và lỗi lạc nhất của nhân loại.
Ngoài khả năng về ghi chép sử học, ông còn là một nhà văn đầy tài năng với những tác phẩm văn thơ được đánh giá cao lúc bấy giờ.